# آریزونا (نبراسکا)
آریزونا (به انگلیسی: Arizona) یک منطقهٔ مسکونی در ایالات متحده آمریکا است که در شهرستان برت، نبراسکا واقع شده‌است. آریزونا ۳۱۳٫۹۵ متر بالاتر از سطح دریا واقع شده‌است.